# Соболев, Фёдор Евгеньевич
Фёдор Евгеньевич Соболев (30.03.1912 — 30.10.1970) — советский конструктор кинотеодолитов, фотограмметрических приборов и киноаппаратуры, Герой Социалистического Труда, лауреат Ленинской премии.

## Биография
Родился в 1912 году в селе Голодаево Башкирской АССР. Окончил Казанский университет (1936, физико-математический факультет, отделение геодезии).
В 1935—1941 годах старший инженер аэротопографического отдела ЦНИИГАиК (Москва), в 1941—1942 гг. — руководитель группы конструкторов аэрофотоаппаратуры на заводе «Аэрогеоприбор» (г. Бирск).
С 1942 года в Красногорске на заводе № 393 (куда перевели завод «Аэрогеоприбор»): инженер сборочного цеха, старший инженер оптико-механической лаборатории, руководитель группы АФА в отделе главного конструктора, начальник БТК цеха 13, заместитель главного конструктора.
С декабря 1945 по сентябрь 1946 года в командировке в Германии, участвовал в налаживании производства фотограмметрической аппаратуры на заводе «Карл Цейс».
С 1949 года — главный конструктор Красногорского завода № 393. В 1951—1956 годах — начальник отдела 2 СКБ-1.
С 1956 по 1970 год — начальник КБ-4 (создание кинотеодолитов, фотограмметрических приборов и киноаппаратуры). Главный конструктор по разработке аппаратуры наземного слежения. Под его руководством разработаны кинотеодолиты КФТ , КТ-50 и КТС, которыми были оснащены все испытательные полигоны СССР. В его честь назван теодолит-радиометр «Соболь».
Лауреат Ленинской премии (1957).
Указом Президиума Верховного Совета СССР («закрытым») от 28 июля 1966 года за выдающийся вклад в развитие отечественного приборостроения присвоено звание Героя Социалистического Труда.
Умер 30 октября 1970 года. Похоронен в Красногорске на Пенягинском кладбище.
В 1973 году посмертно присуждена Государственная премия СССР — за создание высокоточной астрономической установки (ВАУ).